# حفاظت دیجیتال
حفاظت دیجیتال (انگلیسی: Digital preservation) در دانش کتابداری و علوم بایگانی، به تلاشی رسمی برای اطمینان از دسترسی و امکان استفاده از اطلاعات دیجیتالی اطلاق می‌شود که از طریق برنامه‌ریزی، تخصیص منابع و استفاده از روش‌ها و فناوری حفظ اسناد دیجیتالی، همچنین اجرای سیاست‌ها، استراتژی‌ها و اقداماتی برای اطمینان از دسترسی به محتوای مجدد و «تولد دیجیتالی» بدون در نظر گرفتن چالش‌ها و تغییرات تکنولوژیکی امکانپذیر می‌باشد. هدف اصلی از روش حفظ دیجیتال، ارائه دقیق محتوای تأیید شده در طول بازه‌های زمانی می‌باشد.